# 雄城台
雄城台（おぎのだい）は、大分県大分市の地名。丁目の設定がない単独町名である。住居表示実施済区域。

## 地理
大分市の稙田地区に属し、東に玉沢、南に市、西と北に上宗方と接している。

## 歴史

### 沿革
- 2019年（平成31年）1月12日 - 住居表示を実施に伴い、大字上宗方・大字市の各一部（通称は雄城台団地）から、雄城台を新設[5]。

## 世帯数と人口
2022年（令和4年）3月31日現在（大分市発表）の世帯数と人口は以下の通りである。
| 町丁   | 世帯数  | 人口  |
| ------ | ------- | ----- |
| 雄城台 | 161世帯 | 307人 |

### 人口の変遷
国勢調査による人口の推移。
| 2020年（令和2年） | 333人 | [ 6 ] |  |

### 世帯数の変遷
国勢調査による世帯数の推移。
| 2020年（令和2年） | 158世帯 | [ 6 ] |  |

## 学区
市立小・中学校に通う場合、学区は以下の通りとなる（2022年4月時点）。
| 番・番地等 | 小学校             | 中学校             |
| ---------- | ------------------ | ------------------ |
| 全域       | 大分市立稙田小学校 | 大分市立稙田中学校 |

## その他

### 日本郵便
- 郵便番号 : 870-1165[2]（集配局 : 大分南郵便局[8]）。